# Osoba podejrzana
Osoba podejrzana – w polskim postępowaniu karnym osoba, którą podejrzewa się o popełnienie przestępstwa i w związku z tym podjęto w postępowaniu przygotowawczym w stosunku do niej czynności procesowe, które wskazywały, że osobę tę traktuje się jak podejrzanego.
Doktrynalnym synonimem „osoby podejrzanej” jest „faktycznie podejrzany”. Na określenie osoby podejrzanej stosuje się także pojęcie „oskarżonego” w znaczeniu najszerszym (obok właściwego oskarżonego i podejrzanego).

## Osoba podejrzana a podejrzany
Pojęcie osoby podejrzanej nie jest tożsame z pojęciem podejrzanego, ponieważ w stosunku do osoby podejrzanej nie wydano postanowienia o przedstawieniu zarzutów ani nie przystąpiono do przesłuchania jej w charakterze podejrzanego. Naturalnie wraz z podjęciem tych czynności osoba podejrzana traci swój status i staje się podejrzanym.
Osoba podejrzana nie jest stroną postępowania karnego. Nie przysługują jej uprawnienia podejrzanego, takie jak prawo do obrony czy posiadanie obrońcy, chociaż z drugiej strony organ prowadzący postępowanie nie może zastosować wobec niej środków, które byłyby dopuszczalne wobec podejrzanego (np. tymczasowego aresztowania).
W czasie obowiązywania poprzedniego k.p.k. w orzecznictwie Sądu Najwyższego oraz w działalności niektórych przedstawicieli polskiej nauki prawa karnego istniała koncepcja zrównania statusu osoby podejrzanej i podejrzanego.

## Uprawnienia i obowiązki
Osoba podejrzana ma wszystkie prawa osoby, której dotyczy dana czynność procesowa. Ma ona więc prawo do otrzymania informacji o przyczynach zatrzymania, do kontaktu z adwokatem lub radcą prawnym (nie obrońcą), może także wystąpić z zażaleniem do sądu. Na osobę podejrzaną rozciąga się także domniemanie niewinności.
Obowiązkiem osoby podejrzanej jest znoszenie uciążliwości, jakie wiążą się z podejmowanymi wobec niej czynnościami.

## Osoba podejrzana w k.p.k.
Wobec osoby podejrzanej podejmuje się pozaprocesowe czynności operacyjne. Kodeks postępowania karnego dopuszcza także inne czynności:
- art. 74 § 3 – m.in. oględziny zewnętrzne ciała, inne badania niepołączone z naruszeniem integralności ciała, pobranie odcisków, fotografowanie osoby podejrzanej, okazanie jej w celach rozpoznawczych innym osobom;
- art. 192a – czynności podjęte w celu ograniczenia kręgu osób podejrzanych;
- art. 237 § 4 – kontrola i utrwalanie treści rozmów telefonicznych;
- art. 244 § 1 – zatrzymanie osoby podejrzanej przez Policję;
- art. 247 § 1 – zatrzymanie i przymusowe doprowadzenie na zarządzenie prokuratora;
- art. 308 § 1 i 2 – tzw. dochodzenie w niezbędnym zakresie.